# Dein Ex – Mein Albtraum
Dein Ex – Mein Albtraum ist eine Filmkomödie von Regisseur Jesse Peretz mit Zach Braff, Amanda Peet und Jason Bateman. Der Film lief zunächst in einem limitierten Filmstart ab 15. Dezember 2006 in Kalifornien. Der nationale US-Start wurde mehrmals aufgeschoben, bis er dann am 11. Mai 2007 in die US-amerikanischen Kinos kam. Zu Beginn der Marketing-Kampagne wurde der Film unter dem Arbeitstitel Fast Track beworben.

## Handlung
Der frisch verheiratete Tom Reilly ist ein Faulenzer. Während er ab und zu arbeitet, sorgt seine Frau Sofia dafür, dass Geld nach Hause kommt und der Haushalt läuft. Als Sofia eines Tages schwanger wird und sich nun auf ihre Rolle als Mutter konzentrieren will, wird Tom zur Mitarbeit gezwungen. Er findet einen Job in der Agentur seines Schwiegervaters. Dort trifft er auf den Rollstuhlfahrer und Ex-Freund seiner Frau, Chip Sanders. Chip sieht die Chance und versucht mit allen Mitteln, Sofia zurückzugewinnen und Toms Entlassung zu erreichen.
Tom findet heraus, dass Chip seine Querschnittlähmung seit 15 Jahren nur vortäuscht. Um Chip bloßzustellen, stößt Tom ihn eines Tages vor Sofia und ihrer Familie die Treppe hinunter, was aber nur dazu führt, dass Sofia ihn verlässt.
Durch einen Arbeitskollegen täuscht Tom seinem Widersacher ein Stellenangebot in Barcelona vor. Im Glauben, bald seine Traumstelle anzutreten, erzählt Chip Sofia die Wahrheit, steht auf und wird wenig später von einem Bus überfahren und bricht sich daraufhin beide Beine, wodurch er nun wirklich auf einen Rollstuhl angewiesen ist.
Sofia kehrt zu Tom zurück; die beiden ziehen nach New York, wo Tom eine Werbeagentur eröffnet.

## Kritiken
„‚Dein Ex – Mein Albtraum‘ unterhält, wenn auch nicht auf hohem, so doch auf passablem Niveau den Fan der romantischen Tollpatsch-Komödie. Sympathieträger Zach Braff schafft es allein durch seine Anwesenheit, diesen Film trotz dünner Story und ansonsten eher durchschnittlichen Schauspielern für Genre-Liebhaber schauenswert zu machen. Doch Inhalt und Gags des Films dürften schneller vergessen sein, als seine 88 Spielminuten um sind.“

„‚Dein Ex – Mein Albtraum‘ ist eine Durchschnittskomödie mit einem, wie immer, sympathischen Zach Braff und mancher witzigen Idee. Vorhersehbar, aber auf jeden Fall für einen gemütlichen, spaßigen Familienabend zu empfehlen.“

„Eine mitunter recht ruppige romantische Komödie, die einen Loser auf den Weg ins wahre Leben zeigt. Gut gespielte Unterhaltung.“